# Esquivias
Esquivias ist ein Ort und eine zentralspanische Gemeinde (municipio) mit 5.832 Einwohnern (Stand: 2024) in der Provinz Toledo im Norden der Autonomen Gemeinschaft Kastilien-La Mancha. 

## Lage und Klima
Esquivias liegt etwa 30 km (Fahrtstrecke) südsüdwestlich von Madrid und etwa 30 km nordöstlich von Toledo in der historischen Provinz La Mancha in einer Höhe von ca. 605 m. Das Klima im Winter ist rau, im Sommer dagegen trocken und warm; der spärliche Regen (ca. 451 mm/Jahr) fällt überwiegend in den Wintermonaten.

## Bevölkerungsentwicklung
| Jahr      | 1970 | 1981 | 1991 | 2001 | 2011 | 2021 |
| Einwohner | 2704 | 3134 | 3456 | 3928 | 5459 | 5747 |

Trotz der zunehmenden Mechanisierung der Landwirtschaft und der Aufgabe bäuerlicher Kleinbetriebe ist die Bevölkerung – hauptsächlich durch Zuwanderung – seit den 1950er Jahren deutlich angestiegen.

## Sehenswürdigkeiten

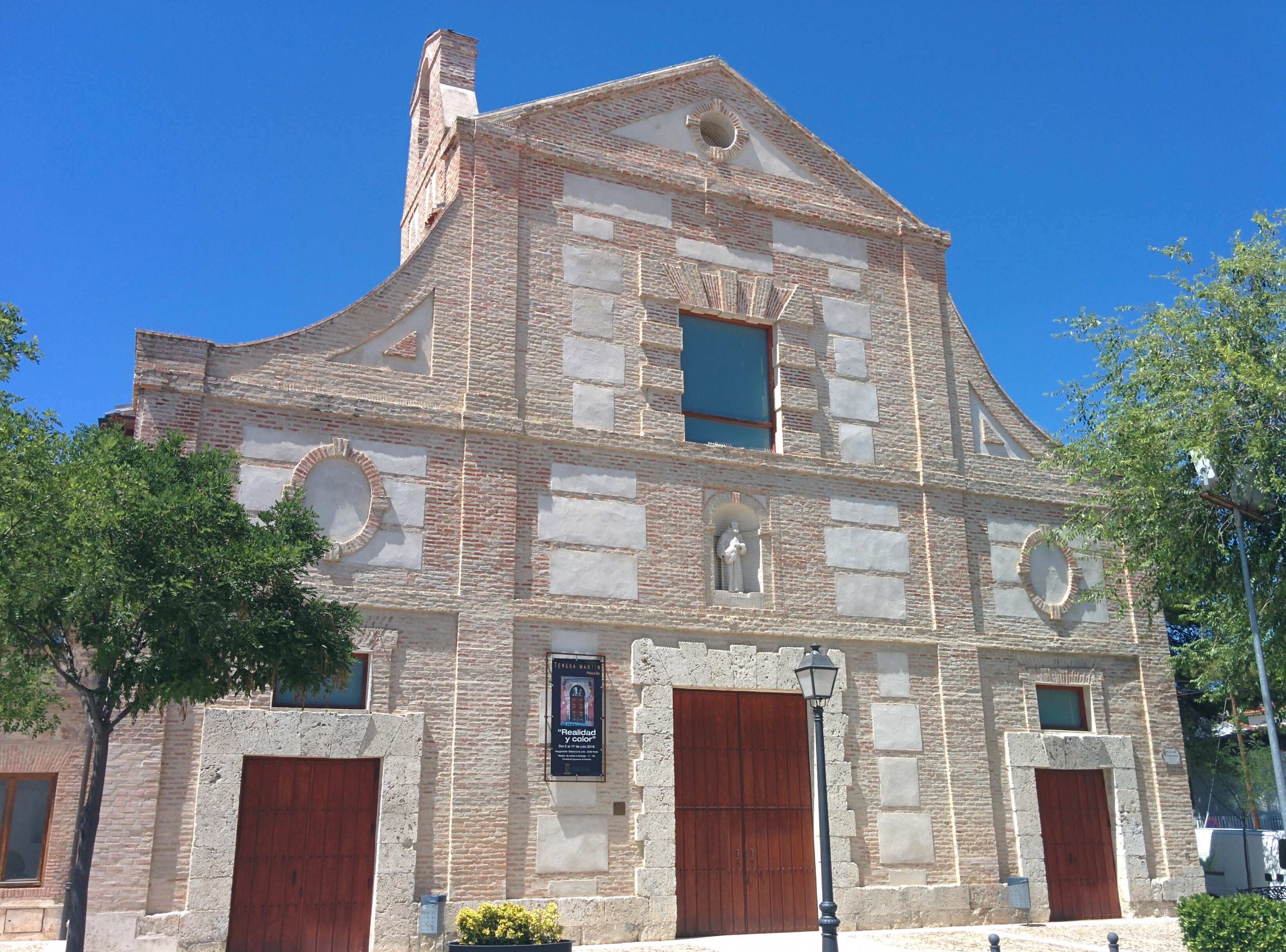
Kapuzinerkonvent
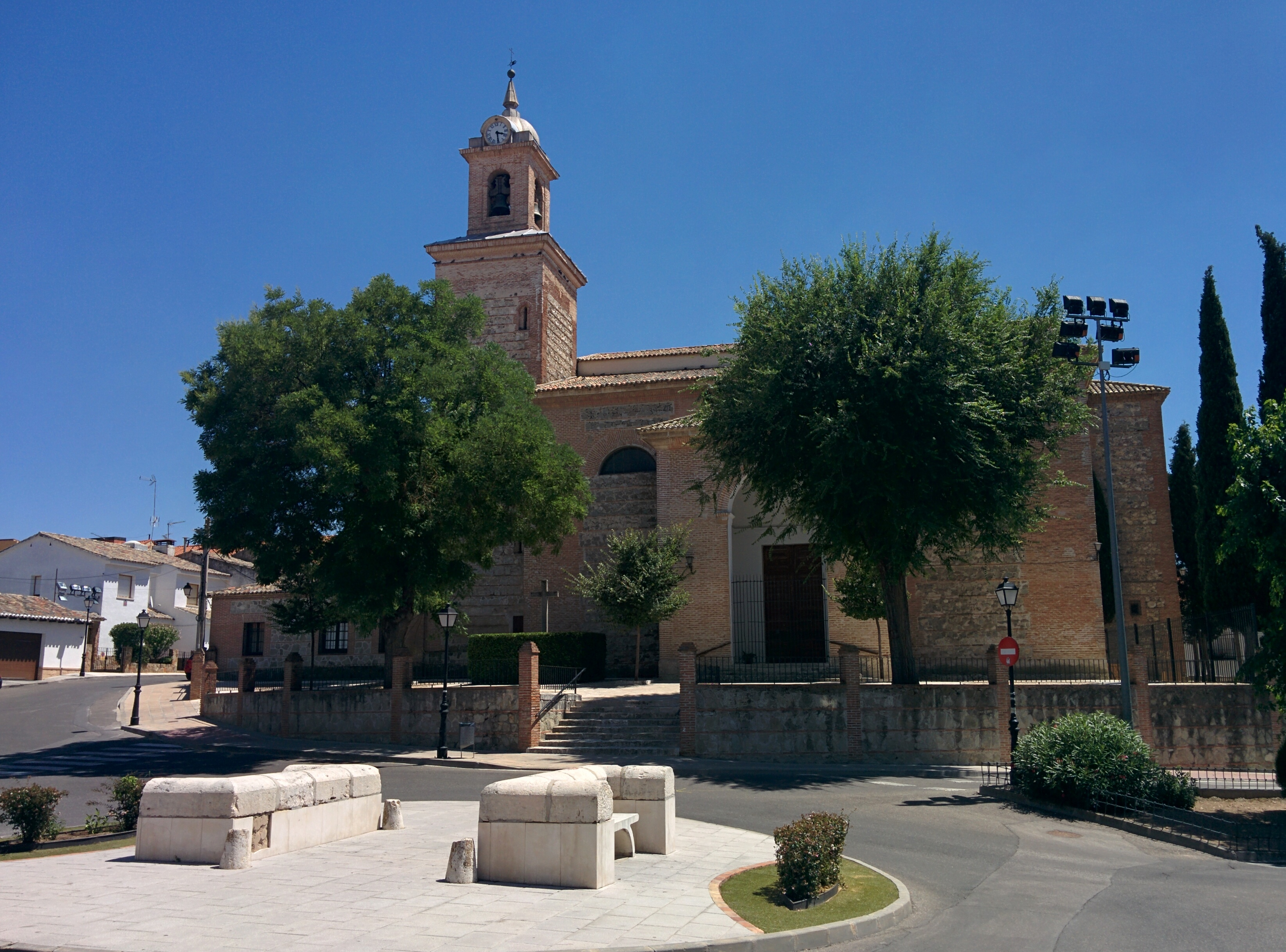
Kirche Mariä Himmelfahrt (Iglesia de Nuestra Señora de la Asunción)
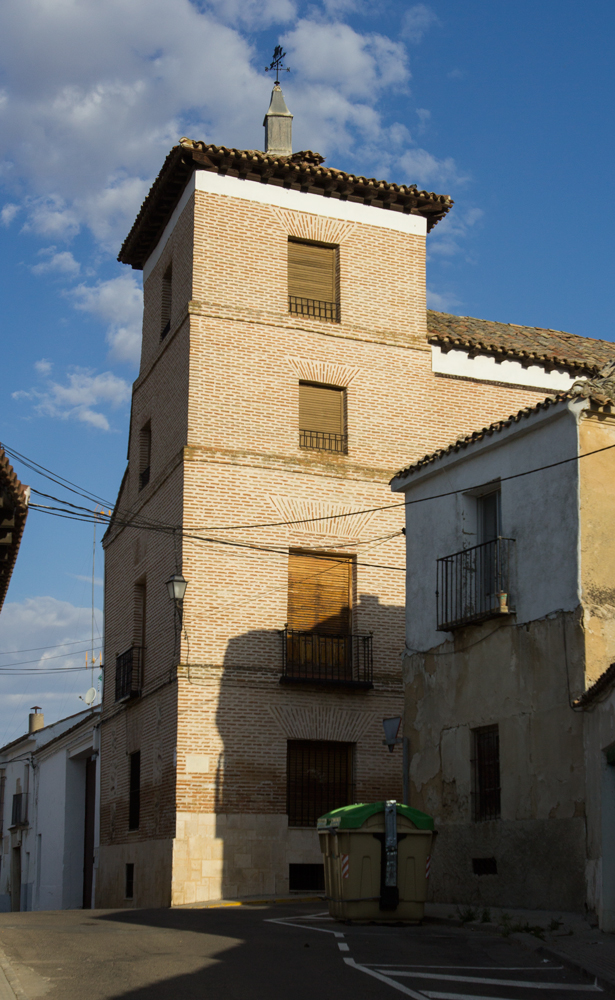
Turm (La Torrecilla)
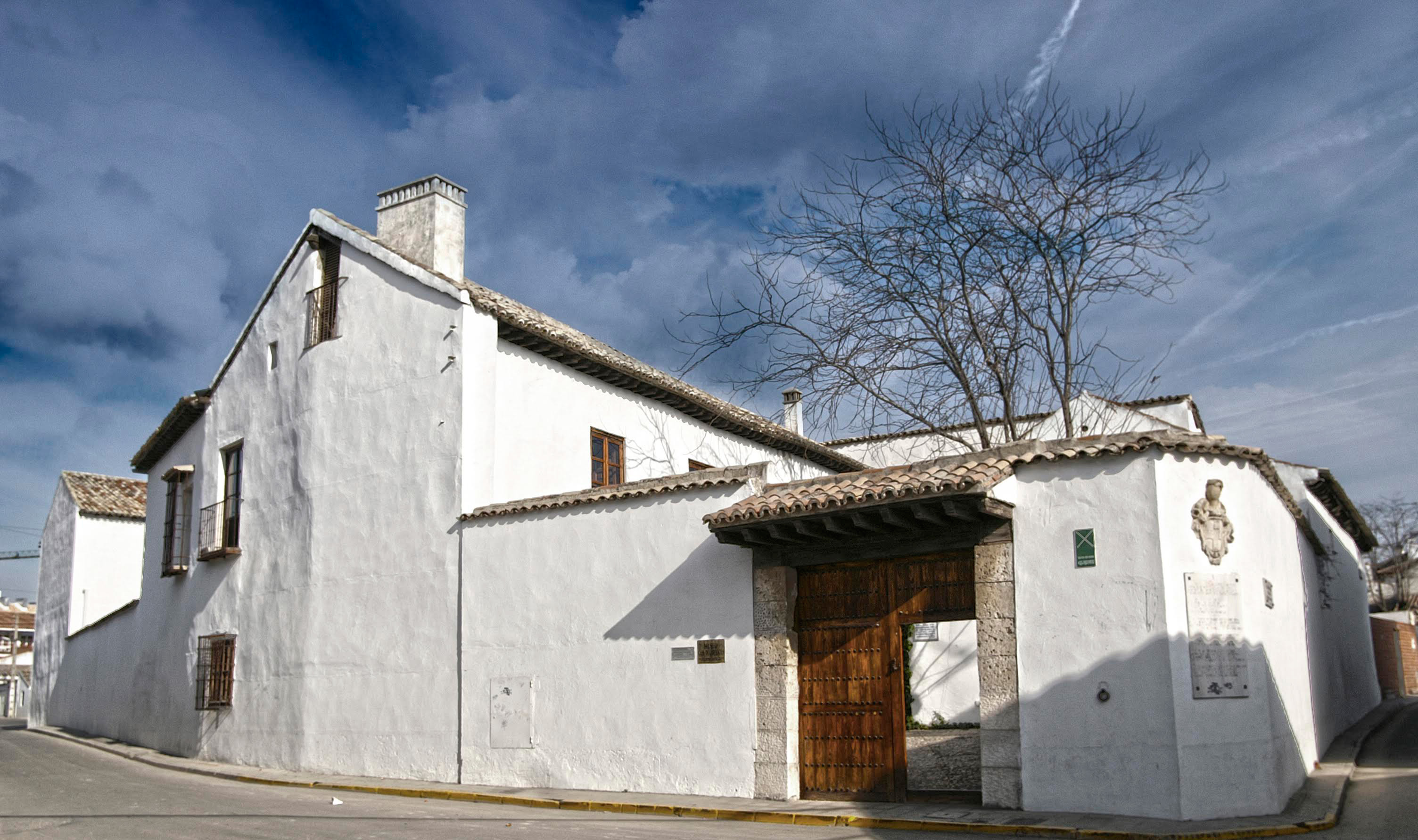
Casa de Cervantes (Museum)
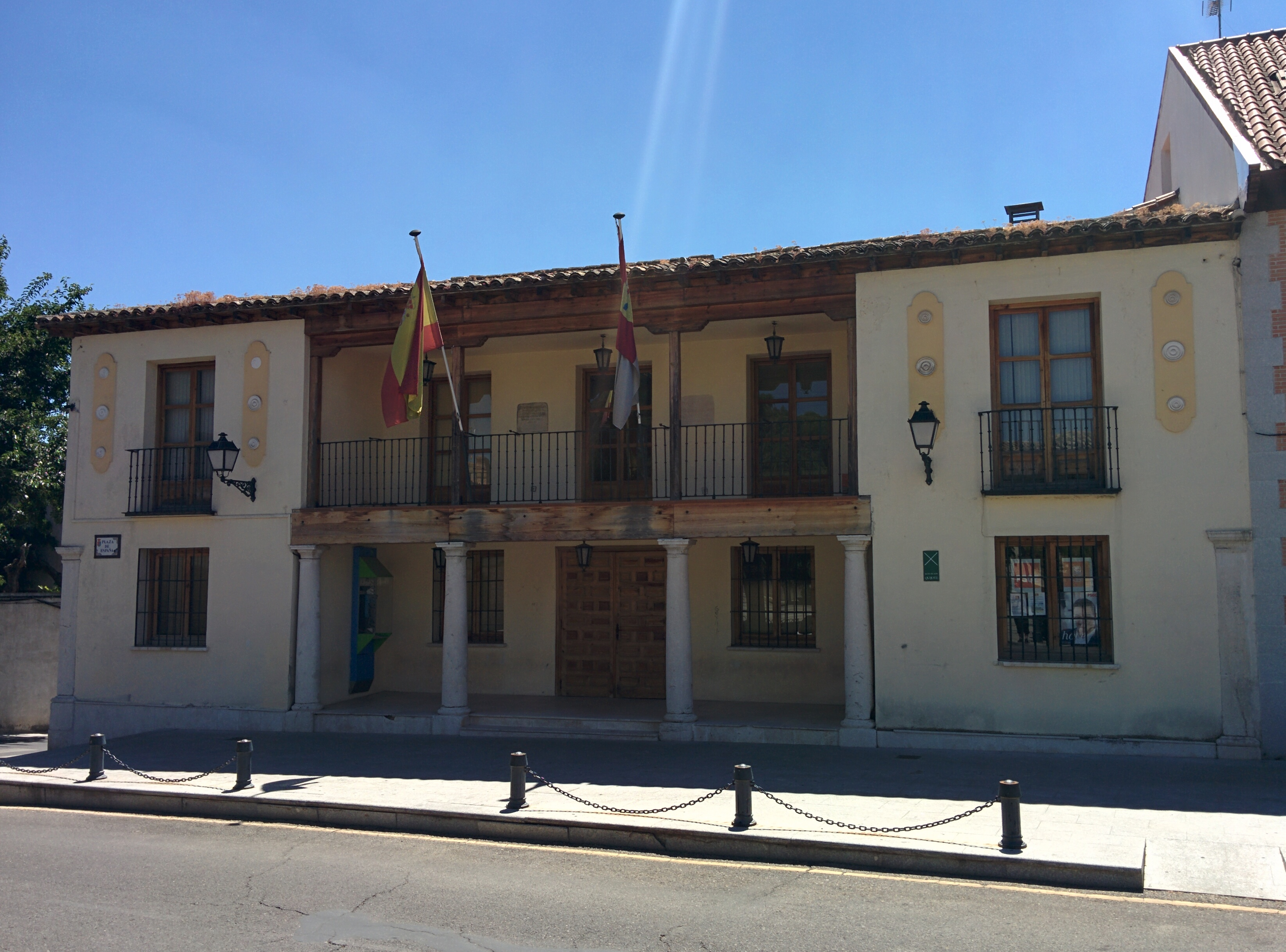
Esquivias

- Kapuzinerkonvent
- Kirche Mariä Himmelfahrt
- la Torrecilla
- Casa de Cervantes
- Esquivias